# Neto Campelo
Manoel Neto Carneiro Campello Júnior (Recife, 3 de janeiro de 1900 — Rio de Janeiro, 23 de maio de 1968) foi um fazendeiro (dono de engenho de cana-de-açúcar) e político brasileiro.
Filho de Manoel Neto Carneiro Campello (1866 - 1943), primeiro ocupante da Cadeira 23 da Academia Pernambucana de Letras.
Usineiro de açúcar em Nazaré da Mata, foi líder rural e integrante do Instituto do Açúcar e do Álcool (IAA), do qual foi presidente. Em 1945, filiou-se ao Partido Social Democrático (PSD) e foi nomeado, no ano seguinte, ministro da Agricultura pelo presidente Eurico Gaspar Dutra.
Em oposição ao líder estadual do partido, Agamenon Magalhães, rompeu com o PSD e filiou-se à UDN, que o lançou como candidato a governador de Pernambuco, com apoio do PDC e PL, contando ainda com o apoio do presidente Dutra e do governador Demerval Peixoto.